# Moritz August von Thümmel

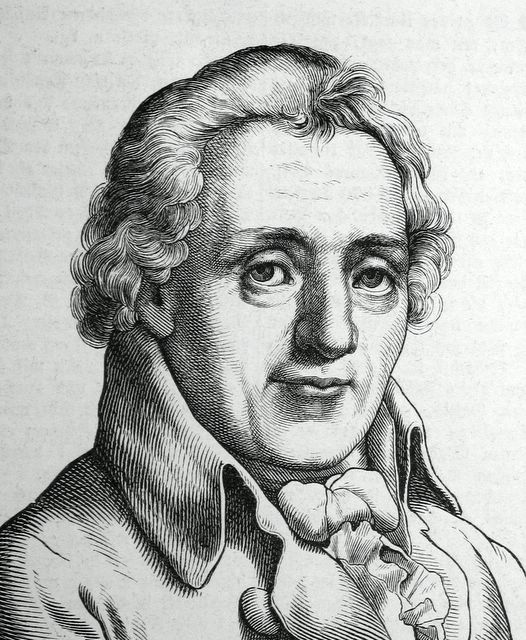
Moritz August von Thümmel.

Moritz August von Thümmel, född den 27 maj 1738 nära Leipzig, död den 26 oktober 1817 i Koburg, var en tysk författare.
von Thümmel blev 1768 geheimeråd och minister i Sachsen-Koburg och tog avsked 1783. Han, som hade tillägnat sig Wielands lätta och frivola framställningssätt, gjorde mycken lycka med arbetet Wilhelmine, oder der vermählte Pedant (1764), en komisk berättelse på "poetisk prosa", full av ironi mot adelns övermod, och Die inoculation der Liebe (1771), ett fint och naivt skämt i versform. Men hans främsta arbete är Reise in die mittäglichen Provinzen von Frankreich (10 band, 1791-1805), en reseroman efter mönster av Voltaire, Sterne och Smollett, som trots sin lättfärdighet står synnerligen högt genom rikt innehåll och sann, levande skildring av tillståndet före revolutionen. von Thümmels samlade arbeten utgavs i 6 band 1811-19 (5:e upplagan, 8 band, 1856). Han behandlas i monografier av Johann von Gruner (1820) och Richard Kyrieleis (1908).